# La riproduzione dei fiori
La riproduzione dei fiori è il sesto album discografico di studio del cantautore italiano Marco Parente.

## Il disco
Il disco è stato anticipato dalla piéce teatrale de Il Diavolaccio, che ha debuttato nel 2009 ad Ancona e dalla pubblicazione dell'omonimo singolo. Hanno collaborato alla realizzazione del disco Andrea Allulli (pianoforte, cori), il leader degli Zenerswoon Andrea Angelucci (basso), Emanuele Maniscalco (batteria) e Alessandro "Asso" Stefana (chitarre). La produzione è opera di Marco Tagliola, gli arrangiamenti degli archi di Robert Kirby. Inoltre hanno prestato le proprie competenze anche Vincenzo Vasi (theremin e vibrafono), Claudio Tosi (coro in Shakera bei), Alessandro Fiori (voce in L'omino patologico) e Jeppe Catalano (batteria in Dj J).
È stato realizzato il videoclip del brano C'era una stessa volta, del quale lo stesso Parente ha curato interamente sceneggiatura e regia.

## Tracce
1. Il Diavolaccio
2. La riproduzione dei fiori
3. C'era una stessa volta
4. Sempre
5. La grande vacanza
6. Bad Man
7. L'omino patologico
8. Il diavolo al mercato
9. Dj J
10. Shakera bei
11. Dare avere